# Surodadi (Kedung)
Surodadi is een bestuurslaag in het regentschap Japara van de provincie Midden-Java, Indonesië. Surodadi telt 3549 inwoners (volkstelling 2010).